# Adelgunda av Bayern
Adelgunda av Bayern (tyska: Adelgunde von Bayern), född 19 mars 1823 i Würzburg i Bayern, död 28 oktober 1914 i München i Tyskland, var hertiginna av Modena och Reggio samt titulärdrottning av Storbritannien, som maka till Frans V. Hon fungerade som Bayerns första dam under sin bror prinsregentens regentskap 1886–1912, och utövade då en del inflytande över politiken i pro-österrikisk riktning. 

## Biografi

### Tidigt liv
Hon var sjätte barnet och tredje dottern till kung Ludvig I och hans maka Therese Charlotte
Adelgunda gifte sig den 30 mars 1842 i München med hertig Frans V, som även var jakobitisk tronpretendent och titulärkung av Storbritannien. Det var inte ett arrangerat äktenskap, som annars var det vanliga i kungliga kretsar. Hon hade blivit förälskad i Frans vid ett möte 1839. Kärleksäktenskap var inte det normala i deras kretsar, men eftersom det förälskade paret samtidigt råkade ha precis rätt status för att ha blivit bortgifta med varandra i alla fall, tilläts de ingå ett kärleksäktenskap. 
Den 16 april 1842 gjorde paret sitt officiella intåg i Modena. Förhållandet mellan Adelgunda och Frans beskrivs som gott, och hon som ett lojalt stöd för Frans under politiska kriser. De fick dottern Anna Beatrice (19 oktober 1848 i Gries, Bolzano - 8 juli 1849 i Modena).

### Hertiginna av Modena och Reggio
Den 21 januari 1846 dog hertig Frans IV och efterträddes av sin son Frans V, vilket gjorde Adelgunda till Modens hertiginna och första dam. Under revolutionsåret 1848 flydde hon från Modena till Verona och sedan via Vipiteno till Ebenzweyer i Oberösterreich; hon återvände inte till Modena förrän i juni 1849. Hon och maken tog emot påven Pius IX på statsbesök år 1857, och återgäldade besöket i Rom åter därpå.
Den 20 augusti 1859 annekterades hertigdömet Modena och inlemmades i Italien. Frans V evakuerade Adelgunda från Modena och skickade henne till österrikiskt territorium i Norditalien i april, när krigslyckan tycktes vända mot Modena; själv lämnade han staden och hertigdömet för alltid den 11 juni samma år, sedan en resning utbrutit efter slaget vid Magenta den 4 juni.

### Senare liv
Paret bosatte sig sedan på slottet Catajo, i provinsen Padua i Venetien, som då fortfarande tillhörde Österrike. Hon tillbringade resten av sitt liv mellan Österrike och Bayern. Efter makens död i november 1875 lämnade Adelgunda Italien och bodde sedan växelvis i Modenapalatset i Wien, i residenset i München och i slottet Wildenwart i Chiemgau. 
När hennes bror Luitpold blev Bayerns prinsregent år 1886, blev hon den grå eminensen vid hovet som "tant Modena"; hon hade stort inflytande på regenten och, och då han var änkling tog på sig alla familjeskyldigheter och offentliga representativa plikter som landets första dam, särskilt efter änkedrottning Maries död 1889. Hon betraktades med misstänksamhet av bayerska ministrar, bland annat för att hon ansågs gynna inflytandet från det wienska hovet i München och kallades "Wiens röst i München".